# 美毛含笑
美毛含笑（学名：[Michelia caloptila] 错误：{{Lang}}：文本有斜体标记（帮助））为木兰科含笑属下的一个种。